# الرياضة في أستراليا

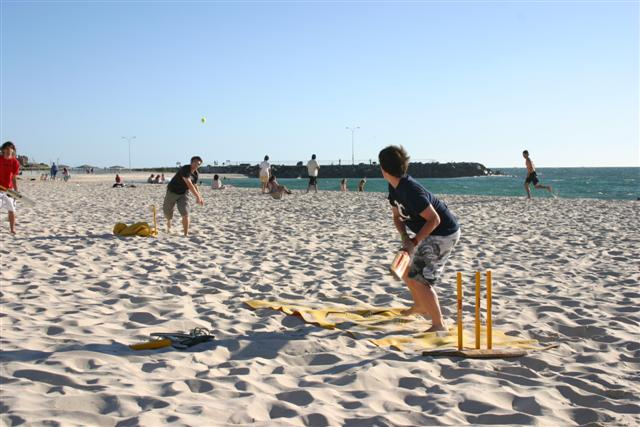

الرياضة في أستراليا الرياضة هي جزء مهم في الثقافة الأسترالية، على مدى عدة عقود، الرياضات الشعبية الأكثر في أستراليا هي كريكت وكرة القدم الأسترالية واتحاد الرغبي وكرة القدم وسباق الخيل وهناك رياضات لديها شعبية أقل ككرة السلة وكرة المضرب والغولف والركمجة والسباحة وكرة الشبكة وألعاب قوى والملاكمة وكرة القاعدة وهوكي الحقل و رياضات المحركات وغيرها، تشارك أستراليا في كل دورة الألعاب الأولمبية ودورة ألعاب الكومنولث، وعادة ما تحتل المراكز 10 الأولى في الأولمبياد الصيفية.
هناك العديد من الدوريات الرياضية للمحترفين في أستراليا، من ضمنها دوري كرة القدم الأسترالية ودوري كرة القدم الأسترالية للنساء والدوري الوطني للرغبي ودوري البيغ باش ودوري البيغ باش للنساء ودرع شيفيلد والدوري الوطني لكرة السلة والدوري الوطني لكرة السلة للنساء والدوري الأسترالي لكرة القدم (إيه- ليغ) والدوري الأسترالي لكرة القدم للنساء (دبليو- ليغ) والدوري الأسترالي للبيسبول ومنافسات السوبر للرغبي والبطولة الوطنية للرغبي (اتحاد الرغبي) ودوري سانكورب لكرة الشبكة وبطولة السوبر للسيارات (بطولة لسباق السيارات). يجذب دوري كرة القدم الأسترالية أكثر من 6 ملايين شخص إلى المباريات خلال الموسم الواحد، في حين يجذب الدوري الوطني للرغبي أكثر من 3 ملايين شخص في الموسم الواحد، ويجذب الدوري الأسترالي لكرة القدم أعدادًا مقاربة من الجماهير.
تاريخيًا، شاع دوري الرغبي واتحاد الرغبي لكرة القدم أكثر من كرة القدم الأسترالية في نيوساوث ويلز وكوينزلاند، في حين انتشرت كرة القدم الأسترالية بصورة أكثر في كل من فيكتوريا وتاسمانيا وجنوب أستراليا والإقليم الشمالي وأستراليا الغربية. تتشابه الدوريات الرياضية الكبرى للمحترفين في أستراليا مع الدوريات الرياضية الكبرى للمحترفين في الولايات المتحدة الأمريكية وكندا في أنها لا تتبع نظام الصعود والهبوط، على عكس الدوريات الرياضية في أوروبا وأمريكا الجنوبية.
تتباهى أستراليا بحلول 7 من لاعبي الإسكواش لديها في المرتبة الأولى عالميًا، وتاريخ حافل من النجاح في ألعاب الإسكواش في دورة ألعاب الكومنولث.
تلعب الوسائل الإعلامية دورًا مهمًا في المشهد الرياضي الأسترالي، وذلك من خلال نقل العديد من المحافل الرياضية عبر التلفاز أو بثها عبر المذياع. تمتلك الحكومة قوانين خاصة لمنع احتكار بث النشاطات الرياضية وحماية المحطات التلفزيونية المجانية. بالإضافة إلى بث النشاطات الرياضية بصيغة مباشرة، فهنالك العديد من البرامج التلفزيونية والإذاعية، إلى جانب الكثير من المجلات والمطبوعات المكرسة للرياضة. أُنتجت مجموعة من الأفلام الأسترالية التي تتمحور حول الرياضة الأسترالية مثل أفلام «النادي» و«القواعد الأسترالية» و«الشتاء الأخير» و«أساطير كرة القدم». على الصعيد الدولي، تنافست أستراليا في العديد من المحافل الدولية، من ضمنها الألعاب الأولمبية والبارالمبية. استضافت دولة أستراليا الأولمبيات الصيفية مرتين، إحداهما في ملبورن (1956) والأخرى في سيدني (2000)، إضافة إلى استضافتهم لدورة ألعاب الكومنولث في خمس مناسبات.
تُعد أستراليا واحدة من الدول الخمسة التي لعبت في كؤوس العالم للكريكت وكرة القدم والرغبي، إلى جانب كل من إنجلترا ونيوزيلندا وجنوب أفريقيا وأيرلندا. تلعب إنجلترا بمستوىً عالٍ على جميع هذه الأصعدة الرياضية الثلاثة، لكن مستوى الدول الأخرى أضعف من ناحية كرة القدم. اشتهرت مدينة سيدني بمحافلها الرياضية الكبرى ووُصفت على أنها «العاصمة الرياضية للعالم» ويُعتبر أحد ملاعبها، ملعب ملبورن للكريكيت، موطنًا لكرة القدم الأسترالية.

## التاريخ
دخلت الرياضة إلى أستراليا في عام 1810 عند إقامة أول بطولة للألعاب الرياضية فيها. بدأت منافسات سباق الخيل ونوادي الإبحار بعد بطولات الكريكت بوقت قصير. تُمارس الطبقات الأسترالية الدنيا الرياضة في أيام العطل الرسمية، في حين تُمارس الطبقات العليا الرياضة في يوم السبت من كل أسبوع. كانت سيدني هي المركز الأول للرياضة في المستعمرة. لُعبت الأشكال المبكرة من كرة القدم فيها بحلول 1829. لُعبت الرياضة المبكرة في أستراليا على أساس الطبقات الاجتماعية. في 1835، حظر البرلمان البريطاني ممارسة الرياضات الدموية باستثناء صيد الثعالب عن طريق قانون طُبق في أستراليا. لم يُلاقي هذا القانون ترحيبًا من قبل المواطنين الأستراليين إذ رأوا فيه مهاجمة للطبقات العاملة. في نهاية ثلاثينيات القرن العشرين، أُقيمت سباقات الخيل في نيوساوث ويلز وغيرها من الأماكن الأخرى في البلاد، وحظيت بدعم من جميع الطبقات الاجتماعية.
كانت المقامرة جزءًا من الرياضة في الوقت الذي أًصبح فيه سباق الخيل من الرياضات المثبتة في المستعمرة. أقيم سباقٌ للخيل في ملبورن أيضًا وتحديدًا في منطقة باتمان هيل في عام 1838، وأقيمت أول حفلة لسباق الخيل في فيكتوريا في عام 1840. كان العمل جاريًا على رياضة الكريكت أيضًا وأسس نادي ملبورن للكريكت في عام 1838. استُعملت الرياضة خلال ثلاثينيات وأربعينيات وخمسينيات القرن العشرين كطريقة لتحقيق الاندماج الاجتماعي بين الطبقات المختلفة. دونت قواعد كرة القدم الفيكتورية (عُرفت لاحقًا باسم كرة القدم الأسترالية) في عام 1859. أسست النوادي الأسترالية لكرة القدم الموجودة في الدوري الأسترالي لكرة القدم في 1858. افتُتح ملعب ملبورن للكريكيت، وهو أكبر ملعب رياضي، في عام 1853. أقيم كأس ملبورن لأول مرة في 1861. أسس فريق لاتحاد الرغبي في جامعة سيدني في 1864. لم تُمارس النشاطات الرياضية الاعتيادية في أستراليا الجنوبية وتاسمانيا وأستراليا الغربية حتى نهاية ستينيات القرن التاسع عشر وبداية سبعينيات القرن التاسع عشر.
ذهب أول فريق أسترالي للكريكت في جولة دولية في عام 1868. تألف الفريق الأسترالي بأكمله من لاعبين من السكان الأستراليين الأصليين وتجولوا في إنجلترا ولعبوا 47 مباراة، ربحوا 14 منها، وتعادلوا في 19 مباراة وخسروا في 14 مباراة. كان تبني أستراليا للرياضة كهواية وطنية أمرًا شموليًا جدًا لدرجة إشارة الكاتب أنتوني ترولوب في كتابه «أستراليا» إلى هذا الأمر: «لم يمثل الشغف الإنجليزي للتسالي التي يُطلق عليها «رياضات» ضرورةً وطنيةً للأمريكان، في حين أن الأستراليين يُعظمون الرياضات ويحبونها كمحبتهم لوطنهم».
شُكِّل أول فريق منظم لكرة القدم في مدينة سيدني في عام 1889 وسُمي باسم «واندررز». غُطيت الأخبار الرياضية في الصحف الأسترالية بحلول 1876 عند نقل خبرٍ عن سباقٍ للتجديف في إنجلترا في صحيفة «سيدني مورنينغ هيرالد». في 1877، لعبت أستراليا أول مباراة تجريبية للكريكت في إنجلترا. في 1882، بُدأت سلسلة الرماد بعد انتصار منتخب أستراليا الوطني للكريكت على إنجلترا. أُسست فرق الهوكي للرجال والنساء في عام 1890. أُقيمت بطولة درع شيفلد للكريكت لأول مرة في 1891 بمشاركة كل من نيوساوث ويلز وفيكتوريا وأستراليا الجنوبية في البطولة الافتتاحية. لم تشارك الولايات المتبقية حتى وقت لاحق، إذ اشتركت ولاية كوينزلاند لأول مرة في 1926-1927 وأستراليا الغربية في 1947-1948 وتاسمانيا في 1982-1983. في 1897، أسس دوري كرة القدم الفيكتورية، والذي سُمي لاحقًا بدوري كرة القدم الأسترالية (إيه إف إل)، بعد الانفصال عن مؤسسة كرة القدم الفيكتورية.
أُقيمت أول بطولة لكرة الريشة في أستراليا في عام 1900. لُعبت أول مباراة لهوكي الجليد في ملبورن في 12 يوليو 1906 بين فريق محلي من ملبورن وفريق من طاقم السفينة الحربية الأمريكية «يو إس إس بالتيمور».
بدأت سباقات المحركات الآلية في السنوات الأولى للفيدرالية، إذ أُقيمت سباقات الدراجات النارية في ملعب سيتي كريكت جراوند في 1901 تلتها سباقات السيارات في 1904 على أرضية حلبة أسبينديل للسباقات في مدينة ملبورن. أُضيف مضمار سباقٍ متخصص إلى مضمار سباق الخيل في أسبينديل في عام 1906، لكنه تعرض للإهمال بعد ذلك بفترة قصيرة.

## وصلات خارجية
- http://www.ausport.gov.au/